# Arma d'energia dirigida

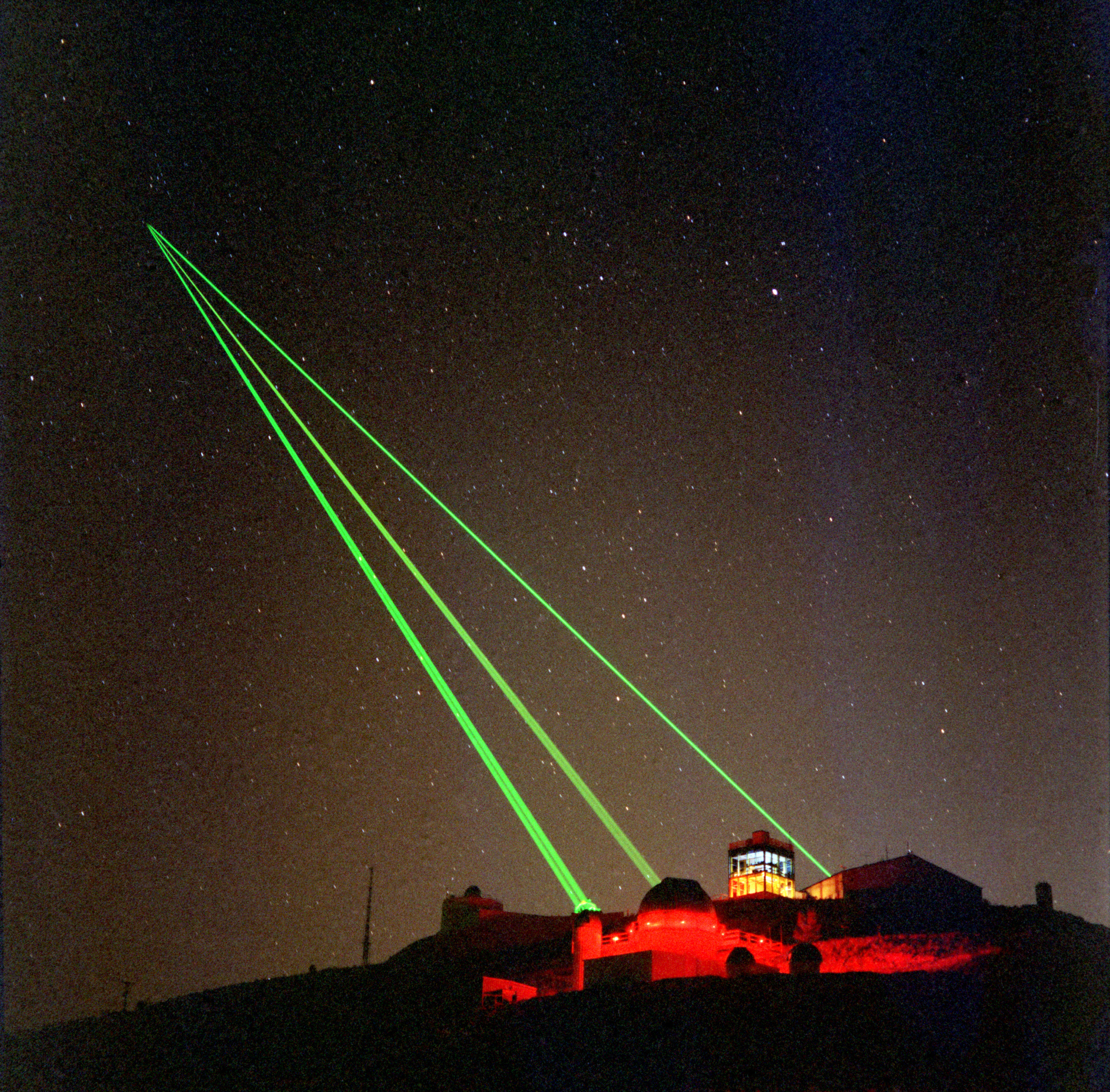
Tres làsers de la matriu òptica Starfire apunten en la mateixa direcció

Una arma d'energia dirigida (DEW) es caracteritza per emetre energia altament condensada, transferint-la a l'objectiu per danyar-la. El procés de transferència d'energia pot prendre moltes formes diferents: microones, raigs làser, raigs de partícules o fins i tot ones sonores.
Les armes d'energia dirigida es poden utilitzar de manera discreta, ja que la radiació utilitza rangs com ara RF (radiofreqüència de 3 kHz a 300 GHz ), invisible i indetectable. Les armes d'energia dirigida solen classificar-se per la freqüència a la qual operen, com ara RF (per a radiofreqüència) i làser.

## Història
La investigació i el desenvolupament, pel que se sap, van començar als Estats Units. La Iniciativa de Defensa Estratègica anunciada pel president dels Estats Units Ronald Reagan el 1983 va donar un gran impuls a aquesta investigació. Des de 1993, sota el president Bill Clinton, s'ha reduït a la defensa terrestre contra míssils balístics intercontinentals utilitzant míssils antimíssils i ha continuat fins al present. El 2022, Alemanya i Israel tenen previst provar armes làser d'alta energia. El 2023, la Xina també s'unirà a les proves.